# Wolfgang Tümpel
Wolfgang Tümpel (* 1. September 1903 in Bielefeld; † 12. Januar 1978 in Herdecke) war ein deutscher Bauhaus-Designer, Goldschmied und Hochschullehrer an der  Hochschule für bildende Künste Hamburg.

## Leben
Nach einer Goldschmiedelehre in der Bielefelder Werkstatt des Goldschmieds August Schlüter und dem Besuch der Handwerker- und Kunstgewerbeschule Bielefeld nahm Tümpel im Herbst 1922 ein Studium am Staatlichen Bauhaus in Weimar auf. Er studierte unter anderem bei Johannes Itten, Paul Klee und Naum Slutzky und arbeitete in der Bühnenwerkstatt Oskar Schlemmers. 1924 wurde er in die Metallwerkstatt am Bauhaus von László Moholy-Nagy aufgenommen. Als das Bauhaus nach Dessau umzog, folgte er seinem Lehrer und Freund Gerhard Marcks nach Halle/Saale und studierte an der Kunstgewerbeschule der Stadt Halle/Burg Giebichenstein. 1926 legte Wolfgang Tümpel dort seine Gesellenprüfung als Silberschmied ab. In Halle gründete er dann 1927 eine „Werkstatt für Gefäße, Schmuck, Beleuchtung“. 1929 wechselte er nach Köln, 1933 kehrte er nach Bielefeld zurück. Erst 1939 legte Wolfgang Tümpel seine Meisterprüfung ab. Zwischen 1951 und 1968 war er Leiter der Metallklasse an der Landeskunstschule Hamburg (ab 1952: Hochschule der Bildenden Künste Hamburg). Tümpel ließ sich mit einer Werkstatt in Ahrensburg nieder.
Tümpel war seit 1934 mit Alice von Scholl verheiratet und hatte fünf Söhne und eine Tochter, darunter der Kunsthistoriker Christian Tümpel sowie der Künstler Stefan Tümpel.

## Werk

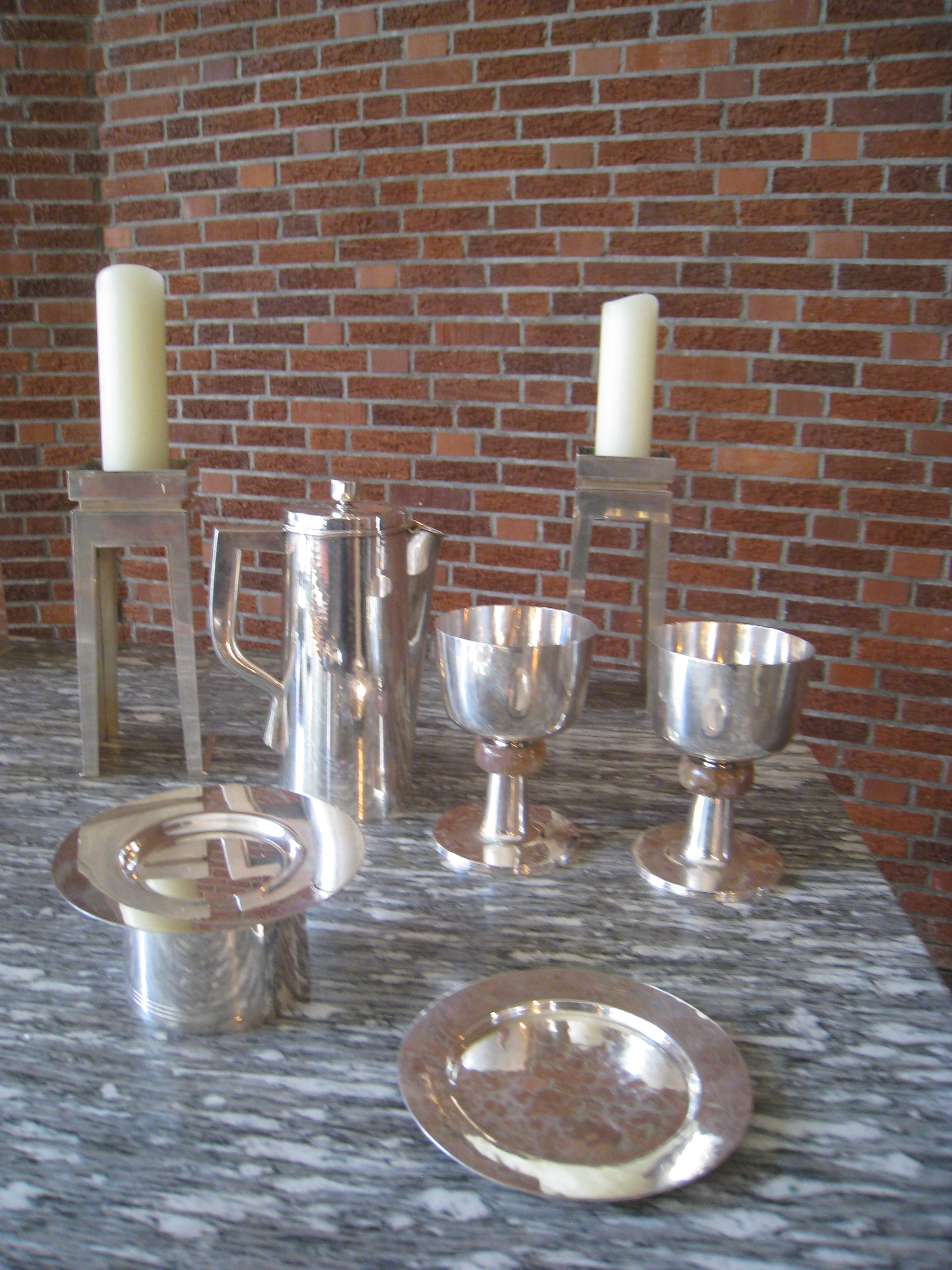
Abendmahlsgeschirr und Leuchter von Tümpel in der Thomaskirche in Oldenburg

Tümpel entwarf bedeutende Kreationen und bekam wichtige Aufträge, zum Beispiel den, das Gästehaus der Bundesregierung auf dem Petersberg in Bonn mit Leuchten auszustatten. Ab 1951 verstärkte er auch seine Tätigkeit als Produktdesigner. Er entwarf vor allem Gebrauchsgegenstände wie Lampen, Bestecke, Teeservices, Kandelaber, Altargerät und Schmuck.
Ab 1929 entwarf Wolfgang Tümpel Metallgegenstände für die WMF (Württembergische Metallwarenfabrik) und Silberwaren für Bruckmann & Söhne. Zu seinen wichtigsten Entwürfen gehören eine zylindrische Lampe für Goldschmidt & Schwabe (1927), die Schreibtischleuchte Nr. 03086 für die Firma Bünte & Remmler (1931) und die in Millionenauflage produzierte Kaffeedose aus Messing und Kunststoff für die Firma Tchibo (1962).

## Auszeichnungen
- 1935: 2. Preis der Gesellschaft für Goldschmiedekunst (GfG) für ein silbernes Kreuz mit Elfenbeineinlagen
- 1936: 2. Preis bei einem Wettbewerb für Olympia-Becher der GfG
- 1937: 1. Preis für ein Armband bei einem Wettbewerb der GfG
- 1941: Sieger im Wettbewerb um die Amtskette des Bielefelder Oberbürgermeisters

## Ausstellungen
- 1936: Große Westfälische Kunstausstellung, Dortmund
- 1936: Liebesringe und Ordensgaben, Berlin und Kunsthaus Bielefeld
- 1947: Gültige Form, Rudolf-Oetker-Halle
- 1949: "Neues Wohnen", Werkbund-Ausstellung, Köln
- 1973: Museum für Kulturgeschichte Bielefeld
- 1978: Museum für Kunst und Gewerbe, Hamburg
- 1978: Kunstgewerbe-Museum Köln
- 2006: Wolfgang Tümpel 1903-1978. Ein Bauhauskünstler aus Bielefeld, Wagner:Werk, Museum Postsparkasse, Wien
- 2010: Modern, aber nicht modisch – Bauhauskünstler in Gotha. Schlossmuseum Gotha